# Carlos Delcio Funes
Carlos Delcio Funes (Departamento San Justo, 1931-Buenos Aires, 29 de julio de 2001) fue un periodista, publicista y político argentino, miembro del Partido Justicialista, que se desempeñó como diputado nacional y senador nacional por la provincia de Santa Fe.

## Biografía
Nació en 1931 en una zona rural del departamento San Justo de la provincia de Córdoba, creciendo en Colonia San Bartolomé. En 1955 se trasladó con su familia a San Martín de las Escobas, en la provincia de Santa Fe, donde tuvo diversos trabajos mientras estudiaba. En la adolescencia abandonó el colegio para ayudar económicamente a su familia. Fue dactilógrafo, jugó al fútbol semiprofesional y al ajedrez.
Se instaló en San Francisco (Córdoba), donde comenzó a trabajar como corrector y cronista, y luego como secretario de redacción de un periódico local. También incursionó en la publicidad y fue asesor en prensa de la municipalidad local. En 1964 se trasladó a Buenos Aires como encargado de prensa de la Corporación Argentina de Productores de Carnes. También se desempeñó como comunista en El Economista, La Opinión y el segmento agropecuario de Clarín. Fue reportero en Radio El Mundo, colaborador en programas políticos de Canal 13 de Buenos Aires y trabajó en una agencia de publicidad.
Se dedicó a estudiar la figura de Juan Domingo Perón y en 1971 se involucró en política. Llegó a reunirse con Perón en Madrid y se desempeñó como su correo privado. También fue asesor del ministro de Defensa de la Revolución Argentina, José Rafael Cáceres Monié, y asesor de prensa de los presidentes de facto Roberto Levingston y Alejandro Lanusse.
En 1973 fue candidato a diputado nacional por la Capital Federal y luego se desempeñó como asesor en el Ministerio de Economía de la Nación y en la Confederación General Económica. En 1974 fue secretario general del Gobierno de la provincia de Córdoba, designado por el interventor federal Duilio Brunello. Posteriormente fue asesor en la Corporación de la Pequeña y Mediana Empresa (COPyME).
Tras el golpe de Estado de 1976, se trasladó a Rosario (Santa Fe) donde continuó trabajando como periodista y publicista. Tras el retorno a la democracia, apoyó la Renovación Peronista. Desde 1984 fue asesor del diputado nacional Diego Ibáñez y colaborador en organizaciones sindicales.
Entre 1988 y 1989 fue asesor de Julio Mera Figueroa y trabajó en la campaña presidencial de Carlos Menem, participando de la creación del afiche de campaña con la leyenda «Síganme», de la cual fue autor intelectual. Posteriormente desempeñó funciones en el Ministerio del Interior de la Nación hasta 1991, cuando se convirtió en colaborador de Carlos Reutemann en su campaña a gobernador de Santa Fe.
En 1993 fue elegido diputado nacional por la provincia de Santa Fe, sirviendo hasta 1997. En 1999 fue elegido a la Cámara de Diputados de la Provincia de Santa Fe. Asumió como senador nacional por Santa Fe en marzo de 2001, reemplazando a Arturo Rolando di Pietro, quien había fallecido en el cargo.
En el ámbito partidario, fue secretario de prensa y difusión del Partido Justicialista de Santa Fe y congresal nacional.
No completó su mandato como senador, al fallecer por cáncer en julio de 2001 en un sanatorio de Buenos Aires. Sus cenizas fueron esparcidas en el río Paraná cerca de Rosario.

## Obras
- Perón y la guerra sucia (1997).[2]
- No le da el cuero: la novela del retorno (1998).[2]